# Castelletta
Castelletta è una frazione nel comune di Fabriano in provincia di Ancona, nella regione Marche. 
È situata a 606 m s.l.m., alle pendici del Monte Revellone.

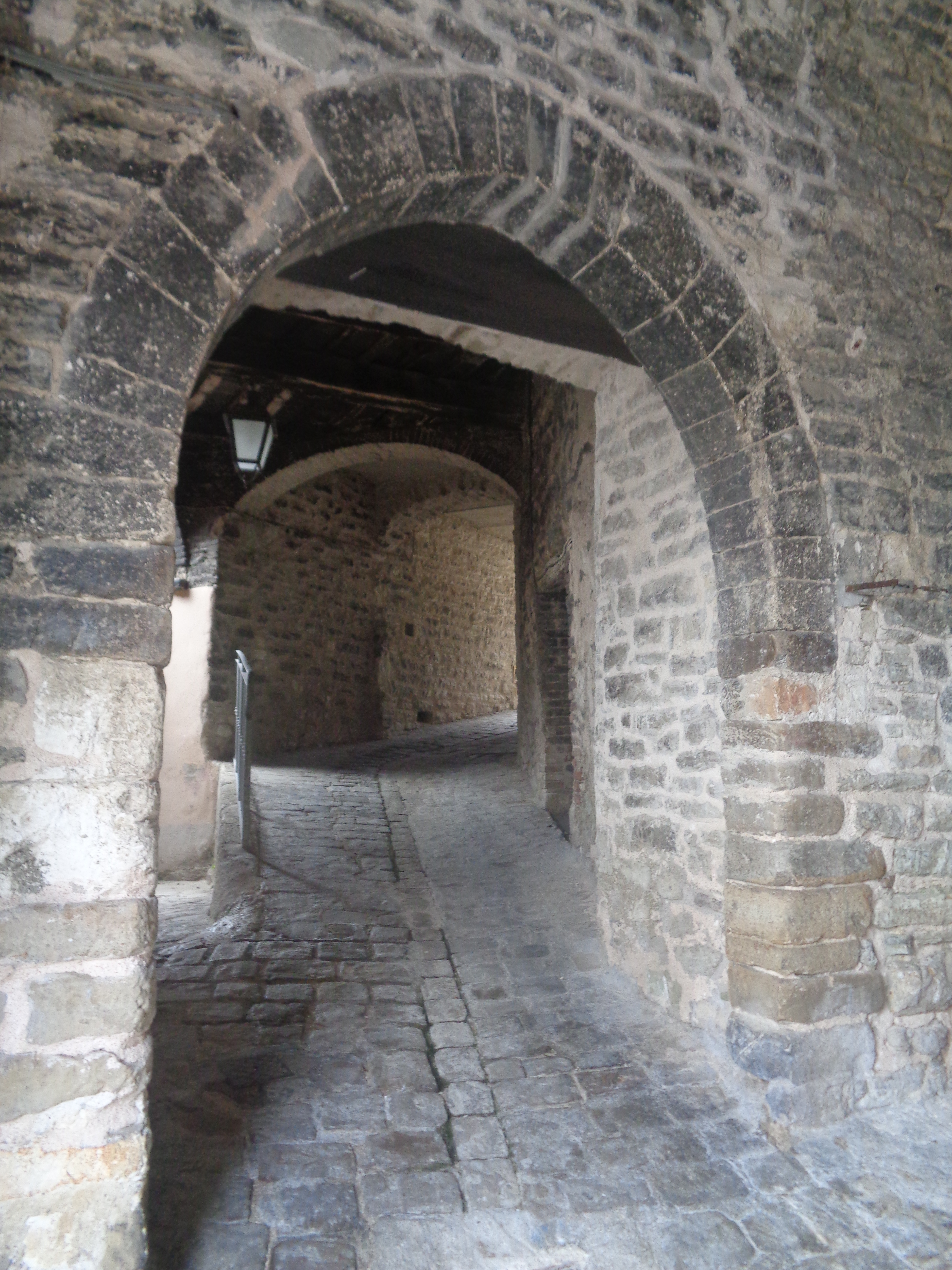
La porta longobarda del castello.

## Storia
Le origini risalgono all'epoca romana, quando sembra sia stata sotto la dominazione del vicino Municipium di Tuficum. Infatti il nome della chiesa parrocchiale "Santa Maria Sopra Minerva", rimanda alla presenza di un luogo di culto pagano dedicato alla dea romana della guerra e della saggezza; inoltre il ritrovamento di un frammento di trabeazione sepolcrale, databile tra la fine della Repubblica e la prima Età Augustea (oggi conservato a Villa Censi-Mancia di Albacina), conferma tale ipotesi.
Nel medioevo Castelletta era il primo avamposto del Ducato di Spoleto, quindi territorio del Ducato di Camerino. Nucleo fortificato appartenuto al feudo dei conti di Rovellone, deve il nome al termine latino medievale Castelletum, diminutivo di castello. I Gentili di Rovellone furono dei potenti feudatari, discendenti da un ramo degli Ottoni di Cerreto e Matelica. Le proprietà dei Rovellone sono citate nei documenti di San Vittore del 1104, dove in alcune donazioni all'abbazia sono nominati i castelli della Civitella, Precicchie e Serra Secca. Ma questi signori nel XII secolo possedevano anche le fortezze di Castelletta, Rotorscio, Grotte, Avvoltore, Frontale, Isola San Clemente, Accola, Crino, Anticola.
La loro dimora era una rocca costruita sulla cima dell'omonimo monte, in prossimità di Castelletta.
Nel 1227 il conte Corrado di Gentile donò a San Silvestro Guzzolini una località dove questi fondò il primo monastero dell'ordine dei Silvestrini: il futuro Eremo di Grottafucile. 
Nel 1251 il conte stipulò un accordo con il potente comune di Jesi, ponendo i propri castelli a difesa di quest'ultimo, con il patto di risiedere in questa città tre mesi l'anno e di lasciare liberi i propri vassalli di inurbarsi nel Comune.
Tuttavia la prima menzione scritta di “Castelletta” è rintracciabile solo nel 1292, nella pergamena di San Vittore n. 419, relativa ad una causa tra il Comune di Fabriano e l'Abbazia di San Vittore alle Chiuse intorno a certi confini, parte dei quali era rivendicata anche da Serra San Quirico.
Nel 1303, con la morte del conte Corrado, si aprì una diatriba sull'eredità dei feudi, coinvolgendo anche i potenti comuni di Jesi e Fabriano. Quest'ultimo prese prima i castelli di Precicchie e Rovellone, per poi acquistare anche altri possedimenti nel 1305, tramite Vagnino di Alberghetto Chiavelli. Il secondo acquisto fu da donna Margherita Mainetti, vedova del conte di Rovellone, per 20.000 libbre ravennati e anconetane; ne scaturì una guerra con Jesi, terminata, dopo alterne vicende, nel 1308 con la Pace di Fermo, dove i feudi contesi, fra cui Castelletta, furono assegnati definitivamente a Fabriano.
Castelletta, di lì in poi, ha seguito le sorti di Fabriano.
L'era contemporanea è stata caratterizzata da un lungo esodo della popolazione, dovuto alla perdita d'importanza dei centri periferici e alle difficoltà d'ottenere sostentamento dalla terra. La situazione migliorò a partire dal dopoguerra grazie all'apertura della strada per Serra San Quirico e alle opportunità di lavoro date dai vicini stabilimenti manifatturieri fabrianesi negli anni 1960.
Nel 1981 Castelletta vede l'istituzione della palestra di roccia "Leopoldo Cartoni" a cura del Club Alpino Italiano; la recente istituzione del Parco naturale regionale della Gola della Rossa e di Frasassi (1997) e la successiva apertura della Casa del Parco (2003) hanno creato i presupposti per un nuovo rilancio del paese anche grazie all'arrivo di escursionisti e visitatori. Il borgo in special modo si rianima nel periodo estivo, col ritorno dei paesani al loro luogho d'origine, per trascorrere le ferie lavorative.

## Monumenti e luoghi d'interesse

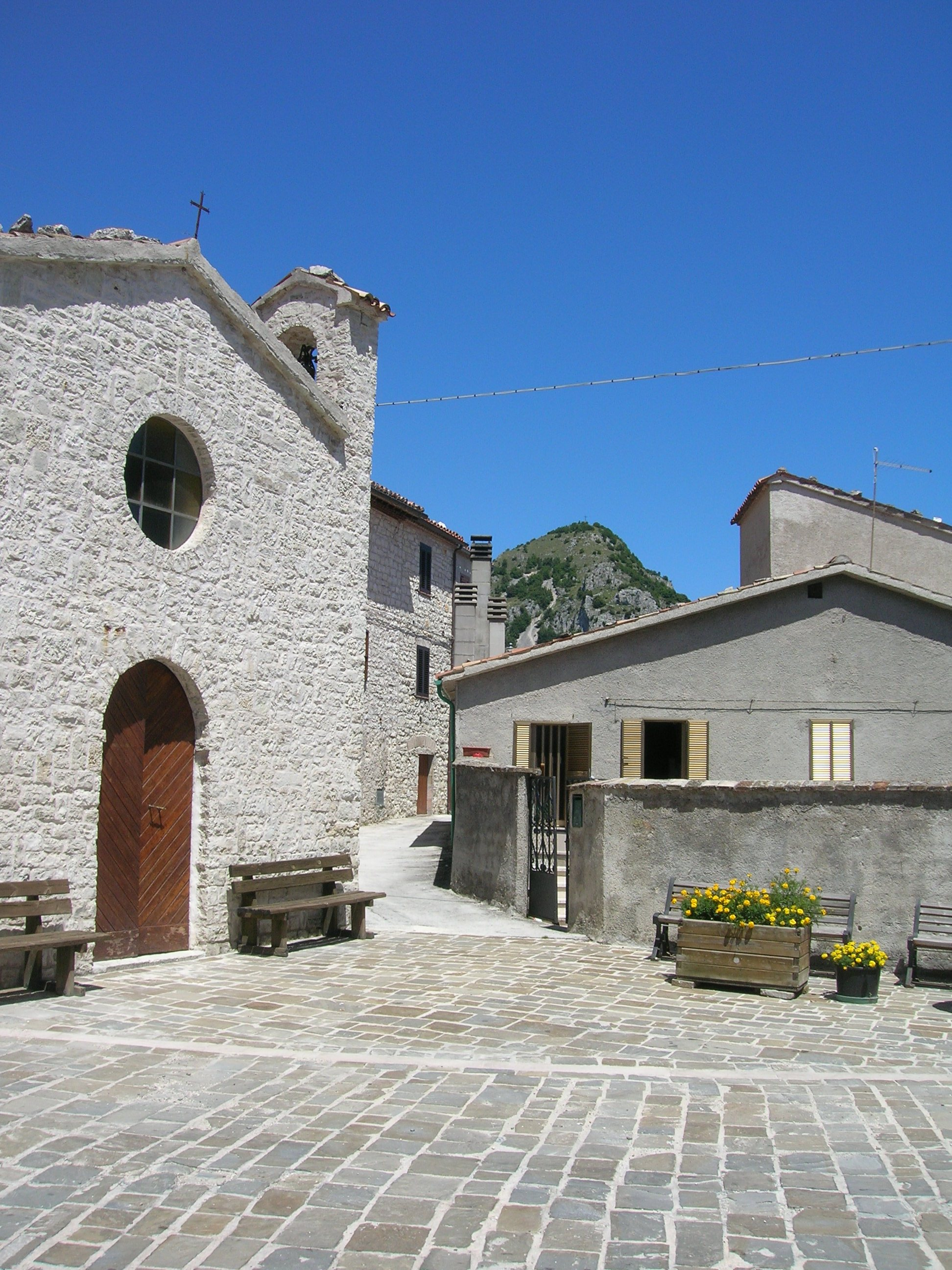
La chiesa di Santa Maria Del Piano.

- Castello di Castelletta. Costituisce la parte fortificata dell'abitato. Si conservano ancora la torre di avvistamento a pianta circolare, detta rivellino, con i suoi beccatelli difensivi e l'attiguo palazzo dei conti di Rovellone.
- Castello di Rovellone. Antica residenza dei Conti di Rovellone, eretta sulla sommità del monte da cui questi presero poi il nome. Le rovine sono visibili nella località Falasche.
- Parrocchiale di Santa Maria Sopra Minerva. Fondata nel XV secolo e ampiamente rimaneggiata nei secoli XVIII e XIX, conserva dell'epoca originaria alcuni frammenti di affreschi come il San Silvestro Abate del pittore Antonio da Fabriano, Gesù Bambino e la Vergine Santissima. Pregevole è anche una croce astile processionale in rame sagomata e decorata con incisioni e simboli, opera del XIII secolo, di scuola tedesca[8].
- Chiesa di Santa Maria Del Piano. Situata alle porte del paese, conserva affreschi di scuola fabrianese risalenti al XV secolo.
- Eremo di Grottafucile. Rovine degli edifici eretti nel XIII secolo da San Silvestro Guzzolini.